# Michael G. Moye
Michael George Moye (ur. 11 sierpnia 1954 w New Haven, Connecticut) – amerykański scenarzysta i producent filmowy. Wspólnie z Ronem Leavittem, współtwórca sitcomu Świat według Bundych.